# Blue Raspberry
Blue Raspberry är en sångare och medlem i hiphopkollektivet Wu-Tang Clan och gruppen Wu-Tang Killa Beez. Hennes riktiga namn är okänt. Hon solodebuterade 2005 med albumet Out of the Blue.